# ينال منصور
ينال منصور (14 سبتمبر 1989 -) ممثل سوري. خريج قسم التمثيل من المعهد العالي للفنون المسرحية بدمشق دفعة 2012. شارك بالعديد من ورشات العمل وكانت له فرصة التعلم مع أساتذة مهمين كان منهم نائلة الأطرش وأمل عمران. وسامر عمران وسمير عثمان وغسان مسعود. قام بالعديد من ورشات العمل المسرحية التي أقامها مختبر دمشق المسرحي. ليشارك أثناء دراسته بمسلسل (شيفون) عام 2011. شارك بعدها في عدة أعمال من أهمها بواب الريح للمخرج المثنى صبح في شخصية (ضبضبت ومجنون الحارة).

## أعماله
مسرح
- 2012 عرش الدم مسرحية
- 2012 بإنتظار المطر مسرحية

افلام
2017 حرائق فيلم

### في التلفزيون
- بروكار
- 2022:  بروكار ج2
- 2020: الحب جنون ج3
- 2020: مياده وولادا
- 2019: مسافة أمان
- 2018: كوما
- 2017: بدون قيد
- 2015: العراب:نادي الشرق
- 2014: واب الريح
- 2013: التالي
- 2013: [[ناطرين (مسلسل)|ناطرين
- 2011: شيفون